# Frédéric Eichhoff
Frédéric Gustave Eichhoff (født 17. august 1799 i Le Havre, død 10. maj 1875 i Paris) var en fransk sprogforsker.

## Liv og gerninger
Eichhoff var søn af en indvandret købmand fra Hamborg. Han studerede i Paris og var huslærer (i tysk) hos hertugen af Orléans; efter Julirevolutionen blev han dronningens bibliotekar; i 1842 fik han ved Universitetet i Lyon lærestolen i udenlandsk litteratur, i 1855 titel af generalinspektør for levende sprog ved Universitetet i Paris. 

## Forfatterskab
Af hans skrifter kan nævnes: 
- Études grecques sur Virgile (en samling af alle græsk steder, som Vergil har efterlignet, 3 bind, 1825);
- Parallèle es langues de l'Europe et de l'Inde (1836; tysk 1840);
- Histoire de la langue et de la littérature des Slaves, considérées dans leur origine indienne et leur état présent (1839);
- Dictionnaire étymologique des racines allemandes (sammen med Suckau, 1840; ny udgave 1855);
- Essai sur l'origine des Scythes et des Slaves (1845);
- Poésie lyrique des Indiens (1852);
- Légende indienne sur la vie future (1852);
- Études sur Ninive, Persépolis, et la mythologie de l'Edda (1855);
- Poésie héroïque des Indiens, comparée à l'épopée grecque et romaine (1860);
- Grammaire générale-indo-européenne (1867).